# 卡尔德斯河畔莫尼斯特罗尔
卡尔德斯河畔莫尼斯特罗尔，是西班牙加泰罗尼亚巴塞罗那省的一个市镇。总面积22平方公里，总人口613人（2001年），人口密度28人/平方公里。